# Aymen Benabderrahmane

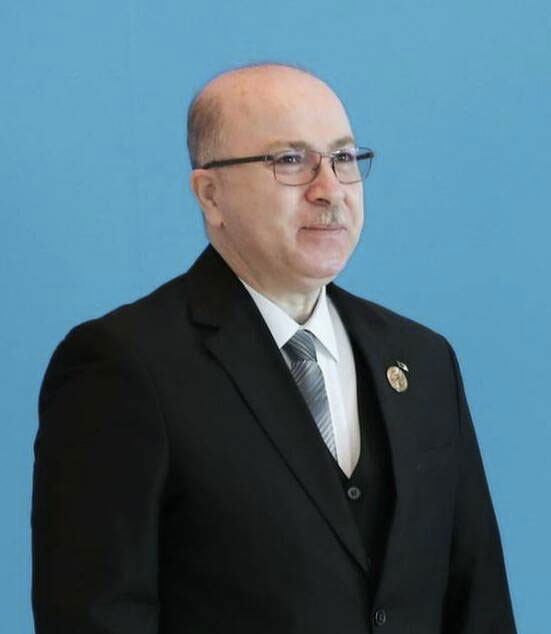
Aymen Benabderrahmane (2023)

Aymen Benabderrahmane (arabisch أيمن بن عبد الرحمان, DMG Aiman b. ʿAbd ar-Raḥmān; geb. 30. August 1966 in Algier) ist ein algerischer Politiker, der seit dem 30. Juni 2021 als Premierminister und seit dem 23. Juni 2020 als Finanzminister des Landes amtiert.

## Biografie
Benabderrahmane stammt aus Algier und studierte an der École nationale d’administration in Algier. Ab den 1990er Jahren arbeitete er bei der Generalinspektion für Finanzen. Ab 2010 wechselte er zur Banque d’Algérie, wo er 2019 zum Gouverneur aufstieg, mit Dienstzeit bis Juni 2020. Am 23. Juni 2020 wurde Benabderrahmane zum Finanzminister ernannt. Am 30. Juni 2021 wurde er zum Premierminister ernannt und trat die Nachfolge von Abdelaziz Djerad an.